# Lehmkuhlen
Lehmkuhlen ist eine Gemeinde östlich von Preetz im schleswig-holsteinischen Kreis Plön in Deutschland.

## Geografie

### Geografische Lage
Das Gemeindegebiet von Lehmkuhlen befindet sich im Ursprungsgebiet der Spolsau, einem von rechts in die Schwentine mündenden Bach im historischen Siedlungsgebiet der Wagrier. Der geographische Mittelpunkt des Kreises Plön befindet sich im Gemeindegebiet (Gemarkung Kampraden).

### Ortsteile
Wohnplätze im Gemeindegebiet sind die Dörfer Trent, Rethwisch, Lepahn und Falkendorf. Weitere geschlossene Siedlungen sind die Häusergruppen Dammdorf und Düsternbusch sowie die Siedlung Marienwarder. Daneben befinden sich die Meierhöfe bzw. Gutshöfe Bredeneek, Christiansruhe, Hohenhütten, Trenthorst und das Gut Lehmkuhlen sowie einige Weiler in der Gemeinde.

## Geschichte

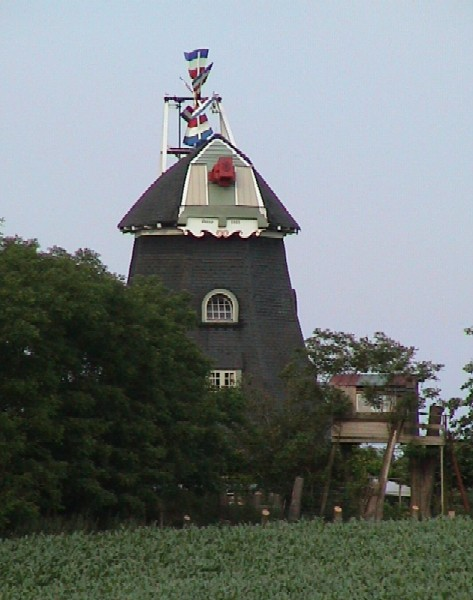
Lepahner Mühle

Der erste benannte Eigentümer war im Jahr 1369 die Familie von Ryckestorp, die nach dem Gut Rixdorf ihren Namen annahm. Da weitere chronologische Nennungen fehlen, geht man davon aus, dass das Geschlecht hier ausgestorben ist. Ein Familienzweig zog nach Südjütland und starb 1509 mit Wulf Claussen auf Palsgård im Sundewitt aus. Von 1424 an saß die Adelsfamilie Ahlefeldt für rund 300 Jahre auf Lehmkuhlen und begründete damit eine der wenigen Linien, die in Ostholstein heimisch wurden. Letzte Nachfahrin dieser Linie war Adolphine von Ahlefeldt, die im Alter von 102 Jahren im Jahr 1895 in Preetz verstarb.
Im Jahre 1704 wurde Lehmkuhlen an Heinrich von Reventlow verkauft. Heinrich von Reventlow war ein Schwager des Georg Heinrich von Schlitz und wurde 1708 in den Stand des Reichsgrafen erhoben. 1737 konnte der Erbe, Detlev Reventlow dem Konkurs nicht entgehen, obwohl das abschließende Urteil erst 1760 gefällt wurde. Im Zuge der Liquidation wurde Lehmkuhlen an die Familie Roepstorff verkauft, und schließlich 1781 von Magdalene von Hahn erworben. Ihr Sohn, Friedrich von Hahn, verkaufte den Besitz 1792 an den Hofrat von Hinüber, der die Wohnungen des Besitzes an französische Einwanderer vermietete. Hofrath von Hinüber stammte aus Marienwerder in Niedersachsen und ließ den Meierhof Marienwerder, heute Marienwarder genannt, vom Haupthof Lehmkuhlen abtrennen.
Im Oktober 1797 wurde das Herrenhaus Lehmkuhlen von Joseph Marquis de La Fayette angemietet, der von dem Hamburger Kaufmann John Parish unterstützt wurde. La Fayette gab Lehmkuhlen 1798 nach der Hochzeit seiner Tochter als Wohnsitz auf. Im gleichen Jahr erwarb Joachim Friedrich von Bernsdorff das Gut und verkaufte es 1807 an Jens Peter Neergaard weiter.
Neergaard musste sich aufgrund seines Konkurses 1826 von Lehmkuhlen trennen, woraufhin das Gut von Andreas Christiansen erworben wurde, dessen Erben das Gut für 287.200 schlesw. holst. Courant 1842 an Carl Godeffroy verkauften, der es an seinen jüngeren und später nobilitierten Sohn Wilhelm Martin von Godeffroy vererbte. 1906 verkauften dessen Erben das Gut an den Hamburger Bankier Conrad Hinrich (III.) von Donner, der 1902 seinen Wohnsitz von Altona nach Bredeneek verlegte. Das Herrenhaus Lehmkuhlen wurde 1910/11 umfangreichen Ausbauten unterzogen und diente dem Erben Conrad Hinrich (IV.) Freiherr von Donner ab 1911 als Wohnsitz. Er bildete auch einen Familienfideikommiss. Der Freiherrentitel wurde nur in Form Primogenitur weitervererbt.

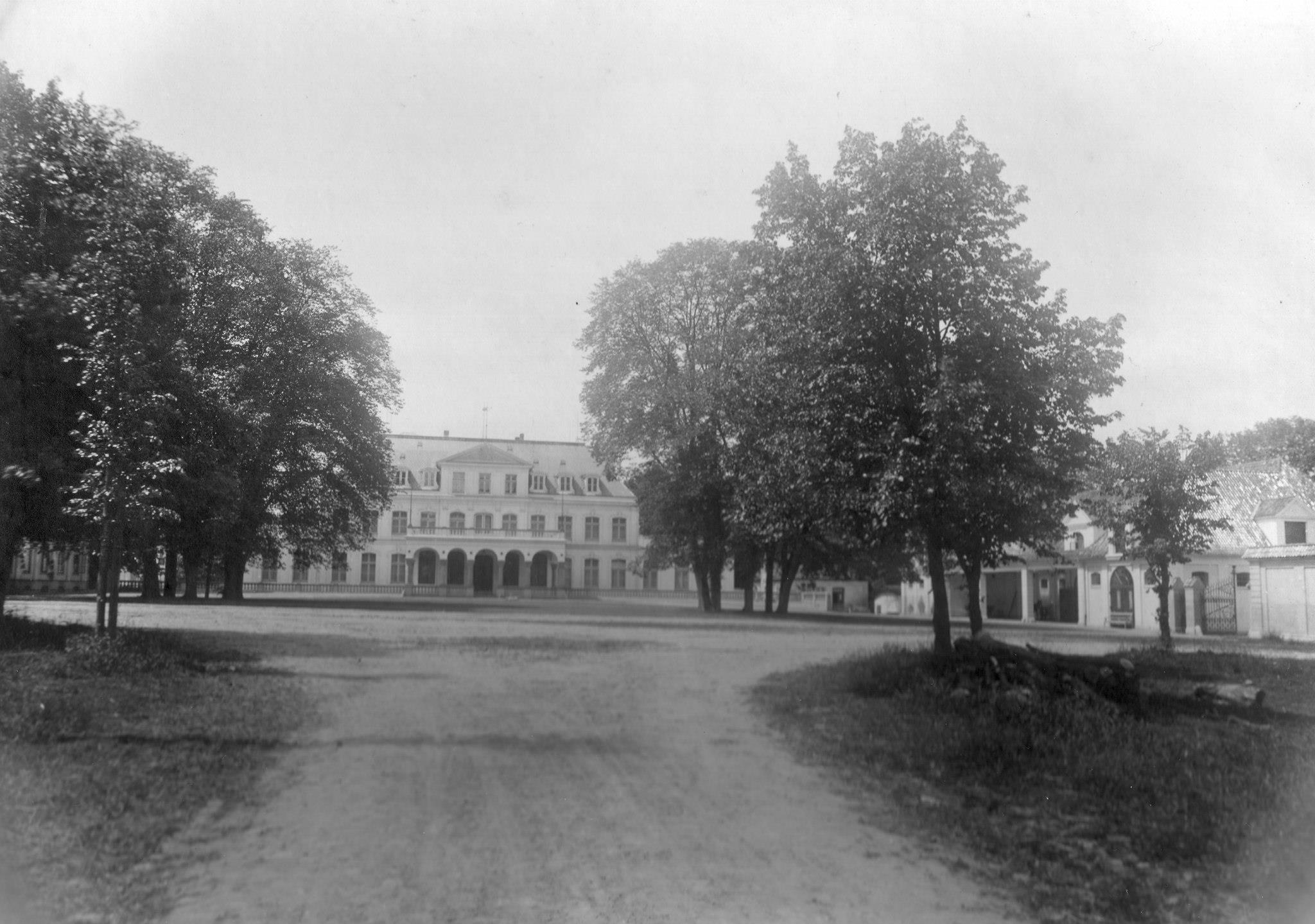
Das Herrenhaus auf Gut Lehmkuhlen um 1907

Seit 1906 befanden sich so die drei Gutsbezirke Lehmkuhlen, Rethwisch und Bredeneek neben den schon 1905 erworbenen Meierhöfen Christiansruhe und Hohenhütten in einer Hand und wurden zum Gutsbezirk Lehmkuhlen zusammengefasst. Der Gutshof und das Herrenhaus in Lehmkuhlen waren der Sitz der Gutsherrschaft unter Conrad Hinrich (IV.) Freiherr von Donner, verheiratet mit Gisela von Dippe, dessen Eltern Bredeneek nicht verließen. 1928 wurden aus dem Gutsbezirk zunächst die beiden Landgemeinden Lehmkuhlen und Rethwisch gebildet. 1934 entstand daraus die Gemeinde Lehmkuhlen, deren Gebiet seitdem unverändert geblieben ist. 1937 ging das gesamte Erbe an Conrad Hinrich (IV.) Freiherr von Donner (1913–1944), der als Oberleutnant d. R. und Jagdflieger im Krieg starb.
Nach dem Zweiten Weltkrieg wurden Bredeneek, Christiansruhe und Hohenhütten durch Erbgänge dem Kernbetrieb entzogen: Bredeneek ging an die Schwester des letzten Eigentümers, an Bodild von Donner, deren Mann Gottfried-Raimar Edler von Paepcke seine Besitzungen um Prieschendorf bei Dassow in Mecklenburg-Vorpommern aufgeben musste. Aufgrund des Erbauseinandersetzungsvertrages erhielt ihr Neffe Götz Freiherr von Donner (1944–1989), posthumer Sohn des Conrad Hinrich (IV.) Freiherr von Donner, den Meierhof, Hohenhütten und Angelika von Donner den Meierhof Christiansruhe. Götz Freiherr von Donner, der von seiner Tante Erika und deren Ehemann Friedrich Graf Reventlow an Kindes statt unter den Namen Graf von Reventlow-von Donner angenommen wurde, führte den Betrieb Lehmkuhlen bis Ende der 1980er Jahre fort, ließ aber das hiesige Herrenhaus 1975 abreißen.

## Bredeneek
Bredeneek, vormals Bredenbek oder auch Bredeneck, liegt an der Mündung der Spolsau/Spohlsau in die Schwentine und gehörte im 15. Jahrhundert der Preetzer Gilde. Der Ortsname geht auf eine Verbreiterung und Furt der Schwentine an dieser Stelle zurück. Im 16. Jahrhundert wurde das Dorf aufgegeben und es entstand das Gut.
Der Schmied Marx Dahl, der 1738 das Chorgitter der Preetzer Klosterkirche, eines der bedeutendsten seiner Art in Schleswig-Holstein, geschaffen hatte, stammte aus Bredeneek.

## Religion
Bedingt durch die historische Entwicklung gehören die Einwohner zwei unterschiedlichen Kirchengemeinden an. Der südöstliche Bereich einschließlich der Ortschaft Lepahn gehört zur Kirchengemeinde Lebrade. Die restliche Gemeinde gehört zur Kirchengemeinde Schellhorn.

## Politik

### Gemeindevertretung
Bei der Kommunalwahl am 14. Mai 2023 wurden insgesamt 13 Sitze vergeben. Von diesen erhielt die Wählergemeinschaft Lehmkuhlen '94 zehn Sitze und die CDU drei Sitze.

### Wappen
Blasonierung: „Durch einen blauen Wellenbalken erniedrigt von Silber und Gold geteilt. Oben ein grünes Eichenblatt und drei fächerförmig gestellte grüne Rohrkolben mit rotem Samenstand zwischen zwei grünen Schilfblättern.“
Das Eichenblatt, die Rohrkolben und der goldene Wappenfuß symbolisieren die ehemaligen adeligen Güter Bredeneek, Rethwisch und Lehmkuhlen des 1928 aufgelösten Gutsbezirks Bredeneek, aus dem die Gemeinde hervorgegangen ist. Der blaue Wellenbalken stellt den Wasserlauf Spolsau dar, der das gesamte Gemeindegebiet durchfließt.

## Wirtschaft und Infrastruktur
Die Gemeinde ist vorwiegend land- und forstwirtschaftlich geprägt. Der Waldanteil beträgt über 15 % und liegt damit deutlich über dem Landesdurchschnitt.

### Verkehr
An der westlichen Grenze der Gemeinde verläuft die Bundesstraße 76, die von Kiel nach Plön weiterführt. Von der Bundesstraße 76 zweigen in östliche Richtung im Norden die Landstraße 211 und im Süden die Kreisstraße 25 ab. Die Landstraße 211 verbindet dabei die Bundesstraßen 76 und 202 und führt durch Bredeneek. Die Kreisstraße 25 führt im weiteren Verlauf über die Nachbargemeinde Lebrade zur Bundesstraße 430.
Eine Gemeindestraße verläuft das Gemeindegebiet von Norden über Dammdorf, Rethwisch, Falkendorf und Trent nach Süden. Im Norden ist sie in Preetz an die Landstraße 211 angeschlossen, die an Bredeneek vorbeiführt. Von Rethwisch verläuft eine Gemeindestraße in östlicher Richtung und verbindet die beiden Nachbargemeinden Martensrade und Rastorf. Von Lepahn führt eine weitere Gemeindestraße nordöstlich über Marienwarder und Hohenhütten zur Nachbargemeinde Martensrade.
Von 1910 bis 1938 war in Rethwisch eine Bahnstation der Kleinbahn Kirchbarkau–Preetz–Lütjenburg.

### Öffentliche Einrichtungen
- Friedhof Ruhepark Lehmkuhlen

#### Bildungseinrichtungen
- Grundschule im Ortsteil Trent, unter der Trägerschaft der Amtsverwaltung Preetz-Land
- Kindergarten im Ortsteil Trent, kommunale Trägerschaft

#### Freizeit- und Sportanlagen
In den Ortsteilen Lepahn und Rethwisch existiert jeweils ein Sportverein nebst Sportplatz sowie jeweils eine Freiwillige Feuerwehr, die gemeinsam eine Jugendfeuerwehr betreiben.
Rund 20 % des Rad- und Wanderweges Schusteracht liegt im Gemeindegebiet.

## Kultur und Sehenswürdigkeiten
In der Nähe von Trenthorst befinden sich zwei Grabhügel.

### Bauwerke und Denkmale

#### Arboretum Lehmkuhlen

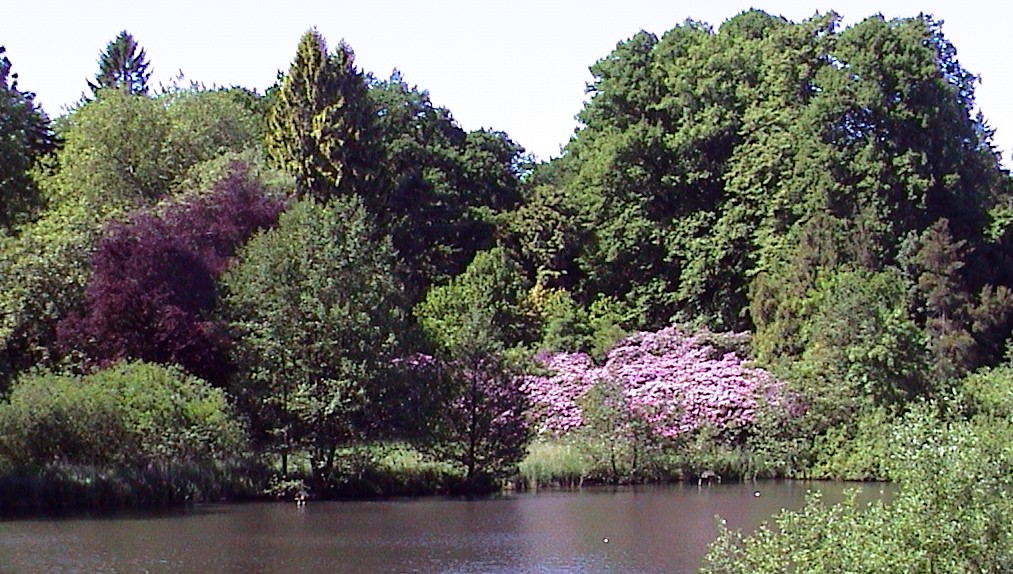
Arboretum Lehmkuhlen

Das Arboretum Lehmkuhlen entstand aus einem um 1820 angelegten Gutspark, der ab 1911 von Conrad Hinrich (IV.) von Donner und Cosmos von Milde auf rund 50 ha erweitert wurde. Zwischen 1911 und 1928 ließ Conrad Hinrich (IV.) von Donner rund 1500 verschiedene Bäume pflanzen, wodurch die Anlage auch heute noch eine hohe dendrologische Bedeutung hat.
Das Arboretum Lehmkuhlen steht unter Denkmalschutz.

#### Herrenhaus Bredeneek

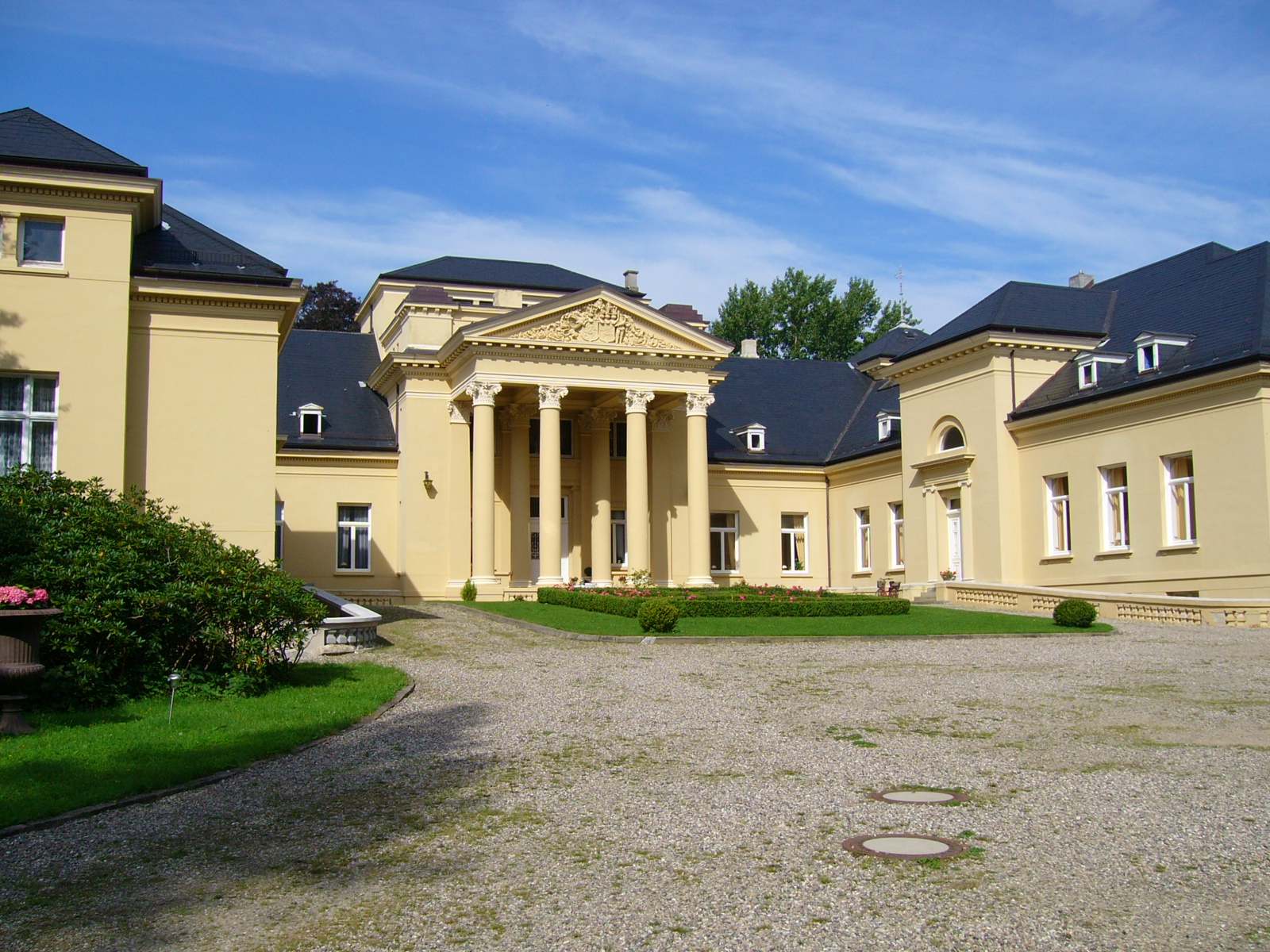
Herrenhaus des Gutes Bredeneek

Das Herrenhaus Bredeneek befindet sich im nördlichsten Teil der Gemeinde. Der Gutspark reicht bis an die Schwentine. Das Herrenhaus wurde 1830 im klassizistischen Stil von dem Konferenzrat Conrad Hinrich Donner erbaut. Zwischen 1889 und 1902 wurde es von Conrad Hinrich (III.) Freiherr von Donner durch erhebliche Erweiterungen in die heutige Form umgebaut. Der Kaulbach-Saal ist geprägt durch monumentale Wandgemälde von Wilhelm von Kaulbach und seinem Schwiegersohn August von Kreling, die ursprünglich für das Donner-Schloss, das Palais der Familie Donner in Altona, bestimmt waren. Im August 1936 tagte im Herrenhaus die Synode der Bekennenden Kirche Schleswig-Holsteins unter der Leitung von Johannes Tramsen. Im Jahr 2004 erwarb die Hamburger Familie Paustian Gut Bredeneek und öffnet seither ihre Tore für Lesungen, Konzerte und private Veranstaltungen.

## Persönlichkeiten
- Hendrik von Paepcke (* 1974 in Bredeneek), Vielseitigkeitsreiter und Unternehmer

## Weitere Literatur
- Peter Semlies: Herrenhaus und Bürgerschloss Bredeneek. Eine Einladung zu drei Rundgängen, Husum 2022. ISBN 978-3-96717-104-4.